# Elecciones locales de Barranquilla de 2023
Las elecciones locales de Barranquilla de 2023 se llevaron a cabo el domingo 29 de octubre de 2023 en la ciudad de Barranquilla, donde fueron elegidos los siguientes cargos que tomarán posesión el 1 de enero de 2024 para un período de cuatro años:
- Alcalde de Barranquilla.
- Los 21 miembros del Concejo Distrital.
- Los 75 miembros de las Juntas administradoras locales de las 5 localidades del distrito.

## Legislación
Según la Constitución de Colombia, pueden ejercer su derecho a sufragio los ciudadanos mayores 18 años de edad que no hagan parte de la Fuerza Pública, no estén en un proceso de interdicción, y que no hayan sido condenados. Las personas que se encuentran en centros de reclusión, tales como cárceles o reformatorios, podrán votar en los establecimientos que determine la Registraduría Nacional. La inscripción en el registro civil no es automática, el ciudadano debe dirigirse a la sede regional de la Registraduría para inscribir su identificación personal en un puesto de votación.
La Ley 136 de 1994 establece que para ser elegido alcalde se requiere ser ciudadano colombiano en ejercicio y haber nacido o ser residente del respectivo municipio o de la correspondiente área metropolitana durante un año anterior a la fecha de inscripción o durante un período mínimo de tres años consecutivos en cualquier época. El alcalde se elige por mayoría simple, sin tener en cuenta la diferencia de votos con relación a quien obtenga el segundo lugar. Sin embargo, actualmente se encuentra en trámite en el Congreso de la República un proyecto de reforma constitucional que establece la segunda vuelta para la elección del mandatario de la ciudad.
Está prohibido para los funcionarios públicos del Distrito difundir propaganda electoral a favor o en contra de cualquier partido, agrupación o movimiento político, a través de publicaciones, estaciones de televisión y de radio o imprenta pública, según la Constitución y la Ley Estatutaria de Garantías Electorales. También les está expresamente prohibido acosar, presionar, o determinar, en cualquier forma, a subalternos para que respalden alguna causa, campaña o controversia política.
Los organismos encargados de velar administrativamente por el evento son la Registraduría Nacional del Estado Civil y el Consejo Nacional Electoral.

#### Voto en blanco
En Colombia el voto en blanco se considera una expresión del disenso a través del cual se promueve la protección de la libertad del elector. En la normativa electoral colombiana, el voto en blanco es “una expresión política de disentimiento, abstención o inconformidad, con efectos políticos”.Algunas discusiones del Congreso se señaló que esa mayoría debía ser mayoría simple, sin embargo la Corte Constitucional ha hecho consideraciones que indican que se requeriría de mayoría absoluta, aunque no se ha pronunciado, ni conceptuado sobre este acto legislativo.

## Candidatos a la Alcaldía de Barranquilla

### Candidatos
A continuación un listado de candidatos que se presentaron para ser alcalde de Barrranquilla.
|  | Precandidato | Precandidato                                          | Partido o movimiento                                                                   | Cargos públicos |
|  | ------------ | ----------------------------------------------------- | -------------------------------------------------------------------------------------- | --- |
|  |              | Alejandro Char Político Lema: #BarranquillaAOtroNivel | Partido Cambio Radical Partido Conservador                                             | - Concejal de Barranquilla (1998-2002) - Gobernador de Atlántico (2003-2004) - Alcalde de Barranquilla (2008-2011) - Consejero Presidencial para las Regiones y la Participación Ciudadana (2012-2013) - Alcalde de Barranquilla (2016-2019) |
|  |              | Luis Guzmán Abogado Lema: ¿?                          | Partido Verde Oxígeno                                                                  | - Sin cargos públicos previos. |
|  |              | Harry Silva Médico Lema: #BarranquillaMereceMuchoMás  | Partido La Fuerza de la Paz Partido Gente en Movimiento Movimiento S.O.S. Barranquilla | - Secretario de Salud Distrital (2001-2004) - Concejal de Barranquilla (2004-2011) - Técnico Nacional del Invima (2012) |
|  |              | Hassan Fares Empresario Lema: Tu hermano Hassan       | Partido Ecologista                                                                     | - Sin cargos públicos previos. |
|  |              | Antonio Bohórquez Abogado Lema: #ColombiaPuede        | Polo Democrático Alternativo Pacto Histórico                                           | - Secretario de Relaciones Humanas y Laborales de la Alcaldía (2000) - Concejal de Barranquilla (2017) - Concejal de Barranquilla (2020-2023)                                                                                                |
|  |              | Ronald Valdés Abogado Lema: La Ciudad es la Gente!    | Alianza Democrática Amplia                                                             | - Sin cargos públicos previos. |

### Candidaturas retiradas

#### Rigail Romero - Partido Colombia Humana
El economista anunció su decisión de desistir de su postulación, agradeciendo mediante una foto junto al candidato a la Alcaldía de Bogotá Gustavo Bolívar agradeciendo el apoyo que recibió de Colombia Humana y también anunció su unión a la campaña de Antonio Bohórquez.

#### Marco Orozco - G.S.C. Ciudadanos1A
El emprendedor fue notificado por la Registraduría Nacional que no logró obtener el número de firmas requeridos para poder sustentar su candidatura, ya que, según Orozco, recolectó 95.000 firmas, sin embargo, solo fueron validadas 41.589 firmas, siendo inferior a las 50.000 que requieren.

## Encuestas
A continuación, las encuestas hechas por las diferentes firmas encuestadoras desde la inscripción de los candidatos oficiales a la Alcaldía de Barranquilla:
| Fecha                                                                        | Encuestador          | Candidato      | Candidato   | Candidato    | Candidato   | Candidato    | Candidato         | Candidato     | Candidato     | Candidato      | Candidato | Candidato | Estadísticas    | Estadísticas   |      |      |      |      |      |     |
| Fecha                                                                        | Encuestador          | Alejandro Char | Luis Guzmán | Marco Orozco | Harry Silva | Hassan Fares | Antonio Bohórquez | Ronald Valdés | Rigail Romero | Voto en Blanco | Ninguno   | NS/NR     | Margen de error | Fuente         |      |      |      |      |      |     |
| ---------------------------------------------------------------------------- | -------------------- | -------------- | ----------- | ------------ | ----------- | ------------ | ----------------- | ------------- | ------------- | -------------- | --------- | --------- | --------------- | -------------- | ---- | ---- | ---- | ---- | ---- | --- |
| Fecha                                                                        | Encuestador          | 03-08-2023     | CNC         | 71,1%        | 0,2%        | 2,4%         | 1,1%              | 2,5%          | 7,8%          | 0,7%           | Ninguno   | NS/NR     | Margen de error | Fuente         | 0,0% | 2,4% | 7,6% | 4,2% | 4,4% | CNC |
| 06-08-2023                                                                   | Guarumo-EcoAnalítica | 67,5%          | 0,4%        | 1,8%         | 0,6%        | 2,1%         | 7,4%              | 1,3%          | 0,0%          | 6,5%           | -         | 12,4%     | 3,0%            | Guarumo        |      |      |      |      |      |     |
| 27-08-2023                                                                   | Invamer              | 86,2%          | 1,9%        | 2,3%         | 0,4%        | 0,5%         | 5,9%              | 0,6%          | 0,4%          | 1,7%           | -         | 8,2%      | 4,9%            | Invamer        |      |      |      |      |      |     |
| 03-09-2023                                                                   | Datanálisis          | 83,4%          | 1,0%        | 0,9%         | 0,8%        | 2,0%         | 7,6%              | 0,6%          | 0,0%          | 3,7%           | -         | -         | 2,9%            | Zona Cero      |      |      |      |      |      |     |
| Rigail Romero retira su candidatura el 4 de septiembre de 2023               |                      |                |             |              |             |              |                   |               |               |                |           |           |                 |                |      |      |      |      |      |     |
| 05-09-2023                                                                   | CNC                  | 68,0%          | 2,0%        | 3,0%         | 2,0%        | 2,0%         | 7,0%              | 0,0%          | -             | 2,0%           | 2,0%      | 11,0%     | 4,8%            | Canal 1 / CM&  |      |      |      |      |      |     |
| Marco Orozco recibe inhabilidad de la candidatura el 6 de septiembre de 2023 |                      |                |             |              |             |              |                   |               |               |                |           |           |                 |                |      |      |      |      |      |     |
| 07-09-2023                                                                   | GAD3                 | 81,2%          | 2,8%        | -            | 1,9%        | 1,3%         | 7,2%              | 0,1%          | -             | 5,6%           | -         | -         | 5,0%            | Noticias RCN   |      |      |      |      |      |     |
| 13-09-2023                                                                   | Guarumo-EcoAnalítica | 73,3%          | 1,7%        | -            | 1,5%        | 3,6%         | 7,1%              | 0,9%          | -             | 5,2%           | -         | 6,7%      | 3,7%            | Semana         |      |      |      |      |      |     |
| 13-09-2023                                                                   | Emporia CyA          | 82,3%          | 1,6%        | -            | 1,2%        | 1,6%         | 6,5%              | 0,0%          | -             | 4,3%           | -         | 1,7%      | 3,3%            | Emporia        |      |      |      |      |      |     |
| 25-09-2023                                                                   | Atlas Intel          | 41,4%          | 3,7%        | -            | 1,3%        | 2,9%         | 16,8%             | 1,0%          | -             | 15,8%          | -         | 17,0%     | 3,0%            | La Silla Vacía |      |      |      |      |      |     |
| 26-09-2023                                                                   | Invamer              | 84,5%          | 3,1%        | -            | 1,5%        | 2,5%         | 6,2%              | 0,0%          | -             | 2,2%           | -         | -         | 4,9%            | Semana         |      |      |      |      |      |     |
| 05-10-2023                                                                   | GAD3                 | 76,4%          | 0,9%        | -            | 1,3%        | 0,0%         | 11,4%             | 0,0%          | -             | 6,9%           | -         | -         | 5,0%            | RCN            |      |      |      |      |      |     |
| 10-10-2023                                                                   | GAD3                 | 76,6%          | 0,4%        | -            | 1,4%        | 0,0%         | 11,7%             | 0,0%          | -             | 6,8%           | -         | -         | 6,6%            | RCN            |      |      |      |      |      |     |
| 11-10-2023                                                                   | GAD3                 | 76,4%          | 0,5%        | -            | 1,0%        | 0,0%         | 12,1%             | 0,0%          | -             | 6,7%           | -         | -         | 6,6%            | Noticias RCN   |      |      |      |      |      |     |
| 12-10-2023                                                                   | GAD3                 | 75,9%          | 1,7%        | -            | 1,1%        | 0,0%         | 11,2%             | 0,0%          | -             | 7,0%           | -         | -         | 6,6%            | Noticias RCN   |      |      |      |      |      |     |
| 12-10-2023                                                                   | Atlas Intel          | 50,8%          | 1,9%        | -            | 2,0%        | 3,6%         | 17,3%             | 1,0%          | -             | 10,8%          | -         | 12,6%     | 3,0%            | La Silla Vacía |      |      |      |      |      |     |
| 13-10-2023                                                                   | GAD3                 | 74,3%          | 1,6%        | -            | 2,0%        | 0,0%         | 11,5%             | 0,0%          | -             | 7,0%           | -         | -         | 4,6%            | Semana         |      |      |      |      |      |     |
| 14-10-2023                                                                   | Emporia CyA          | 77,9%          | 1,5%        | -            | 2,1%        | 2,9%         | 8,7%              | 0,8%          | -             | 4,2%           | -         | 1,9%      | 3,3%            | Emporia        |      |      |      |      |      |     |
| 16-10-2023                                                                   | GAD3                 | 74,1%          | 2,0%        | -            | 2,2%        | 0,0%         | 11,1%             | 0,0%          | -             | 7,3%           | -         | -         | 4,3%            | Noticias RCN   |      |      |      |      |      |     |
| 17-10-2023                                                                   | GAD3                 | 73,1%          | 2,4%        | -            | 3,0%        | 0,0%         | 10,7%             | 0,0%          | -             | 7,9%           | -         | -         | 4,0%            | El Tiempo      |      |      |      |      |      |     |
| 17-10-2023                                                                   | Invamer              | 82,9%          | 0,5%        | -            | 3,2%        | 3,1%         | 7,4%              | 0,8%          | -             | 2,0%           | -         | 5,1%      | 5,4%            | El Heraldo     |      |      |      |      |      |     |
| 18-10-2023                                                                   | GAD3                 | 73,9%          | 1,7%        | -            | 2,8%        | 0,0%         | 10,8%             | 0,0%          | -             | 8,1%           | -         | -         | 3,8%            | La FM          |      |      |      |      |      |     |
| 19-10-2023                                                                   | GAD3                 | 74,5%          | 1,6%        | -            | 2,3%        | 0,0%         | 10,6%             | 0,0%          | -             | 8,4%           | -         | -         | 3,6%            | La FM          |      |      |      |      |      |     |
| 20-10-2023                                                                   | GAD3                 | 74,1%          | 1,4%        | -            | 2,0%        | 0,0%         | 11,4%             | 0,0%          | -             | 8,4%           | -         | -         | 3,6%            | La FM          |      |      |      |      |      |     |
| 23-10-2023                                                                   | GAD3                 | 73,6%          | 1,5%        | -            | 1,5%        | 0,0%         | 12,0%             | 0,0%          | -             | 8,6%           | -         | -         | 3,4%            | Noticias RCN   |      |      |      |      |      |     |
| 23-10-2023                                                                   | Invamer              | 81,3%          | 1,9%        | -            | 2,0%        | 3,7%         | 7,5%              | 0,6%          | -             | 2,9%           | -         | 3,3%      | 3,3%            | Infobae        |      |      |      |      |      |     |
| 24-10-2023                                                                   | GAD3                 | 72,9%          | 2,0%        | -            | 1,8%        | 0,0%         | 11,5%             | 0,0%          | -             | 8,5%           | -         | -         | 3,3%            | Noticias RCN   |      |      |      |      |      |     |
| 25-10-2023                                                                   | GAD3                 | 73,5%          | 2,2%        | -            | 1,7%        | 0,0%         | 11,0%             | 0,0%          | -             | 8,1%           | -         | -         | 3,2%            | Noticias RCN   |      |      |      |      |      |     |
| 25-10-2023                                                                   | Guarumo-EcoAnalítica | 75,2%          | 1,8%        | -            | 1,4%        | 2,1%         | 11,1%             | 0,4%          | -             | 8,0%           | -         | -         | 3,7%            | Guarumo        |      |      |      |      |      |     |
| 26-10-2023                                                                   | Emporia CyA          | 79,1%          | 2,1%        | -            | 1,8%        | 2,6%         | 10,7%             | 0,3%          | -             | 3,4%           | -         | -         | 3,3%            | Emporia        |      |      |      |      |      |     |
| 26-10-2023                                                                   | Atlas Intel          | 62,1%          | 0,5%        | -            | 1,2%        | 3,7%         | 20,8%             | 0,8%          | -             | 5,5%           | -         | 5,4%      | 3,0%            | La Silla Vacía |      |      |      |      |      |     |
| 27-10-2023                                                                   | CNC                  | 82,0%          | 2,0%        | -            | 2,0%        | 1,0%         | 8,0%              | 1,0%          | -             | 4,0%           | -         | -         | 5,9%            | Canal 1        |      |      |      |      |      |     |
| 27-10-2023                                                                   | GAD3                 | 74,6%          | 1,5%        | -            | 1,4%        | 0,0%         | 10,6%             | 0,0%          | -             | 8,9%           | -         | -         | 3,2%            | Noticias RCN   |      |      |      |      |      |     |

## Resultados

### Alcaldía
|  | 73.24 % |

|  | 9.31 % |

|  | 3.34 % |

|  | 1.44 % |

|  | 1.37 % |

|  | 0.90 % |

|  | 10.37 % |

|  | 55.29 % |

### Concejo Distrital
Para asignar las curules del Concejo Distrital se utiliza el método de la cifra repartidora. La votación para la conformación de este órgano arrojó los siguientes resultados para cada partido o coalición que presentó lista de candidatos.
|  | 26.51 % |

|  | 18.58 % |

|  | 14.12 % |

|  | 8.49 % |

|  | 6.05 % |

|  | 6.03 % |

|  | 3.77 % |

|  | 3.58 % |

|  | 1.05 % |

|  | 0.99 % |

|  | 0.71 % |

|  | 0.45 % |

|  | 0.45 % |

|  | 9.39 % |

|  | 3.38 % |

|  | 5.85 % |

### Concejales electos
| Concejal Electo                      | Partido                                      | Votos   |
| ------------------------------------ | -------------------------------------------- | ------- |
| Samir Eduardo Radi Chemas            | Partido Cambio Radical                       | 15.914  |
| Rachid Correa Maloof                 | Partido Cambio Radical                       | 15.669  |
| Estefanel Gutiérrez Pérez            | Partido Cambio Radical                       | 13.871  |
| Juan David Abisambra Carbonell       | Partido Cambio Radical                       | 13.621  |
| José Francisco Trocha Gómez          | Partido Cambio Radical                       | 11.345  |
| Santiago Miguel Arias Férnandez      | Partido Cambio Radical                       | 11.192  |
| María Auxiliadora Henríquez Quintero | Partido Cambio Radical                       | 11.096  |
| Cinthya Pérez Acosta                 | Partido Conservador                          | 21.030  |
| Juan José Vergara Díaz               | Partido Conservador                          | 18.760  |
| Juan Camilo Fuentes Pumarejo         | Partido Conservador                          | 17.573  |
| Andrés Felipe Ortiz Hernández        | Partido Conservador                          | 14.970  |
| Alexis Jesús Camilo Jiménez          | Partido Conservador                          | 11.882  |
| Freddy de Jesús Barón Orozco         | Partido Liberal                              | 12.952  |
| Mauricio Javier Villafañez Jabba     | Partido Liberal                              | 12.278  |
| Carlos Alberto Galán Escalante       | Partido Liberal                              | 11.119  |
| Andrés Felipe Ballesteros Sánchez    | Partido Centro Democrático                   | 13.878  |
| Frank Antonio Chapman Patiño         | Partido Centro Democrático                   | 9.915   |
| Recer Lee Pérez Torres               | Pacto Histórico                              | 34.556  |
| Antonio Eduardo Bohórquez Collazos   | Pacto Histórico                              | [ n 1 ] |
| Heidy María Barrera Vergara          | Partido de la Unión por la Gente             | 15.695  |
| Edgardo Augusto Acuña Díaz           | Coalición S.O.S. Concejales por Barranquilla | 3.227   |

### Juntas Administradoras Locales
|  | 26.51 % |

|  | 13.32 % |

|  | 10.34 % |

|  | 8.85 % |

|  | 6.76 % |

|  | 7.00 % |

|  | 4.54 % |

|  | 3.47 % |

|  | 0.76 % |

|  | 1.97 % |

|  | 1.87 % |

|  | 1.42 % |

|  | 1.23 % |

|  | 0.61 % |

|  | 0.24 % |

|  | 0.24 % |

|  | 18.61 % |

|  | 3.69 % |

|  | 10.42 % |

#### Distribución de curules
| Partido o Coalición                          | Ediles por Localidades | Ediles por Localidades | Ediles por Localidades | Ediles por Localidades | Ediles por Localidades | Total |
| Partido o Coalición                          | Riomar                 | Norte-Centro Histórico | Sur Occidente          | Metropolitana          | Sur Oriente            | Total |
| -------------------------------------------- | ---------------------- | ---------------------- | ---------------------- | ---------------------- | ---------------------- | ----- |
| Partido Cambio Radical                       | 5                      | 4                      | 5                      | 5                      | 3                      | 22    |
| Partido Liberal Colombiano                   | 3                      | 3                      | 3                      | 2                      | 3                      | 14    |
| Partido Conservador Colombiano               | 1                      | 2                      | 1                      | 3                      | 4                      | 11    |
| Partido Centro Democrático                   | 4                      | 2                      | 1                      | 2                      | 1                      | 10    |
| Partido Alianza Verde                        | 1                      | 2                      | 1                      | 1                      | 1                      | 6     |
| Partido de la Unión por la Gente             | 0                      | 1                      | 2                      | 1                      | 1                      | 5     |
| Movimiento Autoridades Indígenas de Colombia | 1                      |                        | 1                      | 1                      | 1                      | 4     |
| Partido Alianza Social Independiente         |                        |                        | 1                      | 0                      | 1                      | 2     |
| Coalición Norte Centro Histórico             |                        | 1                      |                        |                        |                        | 1     |
| Partido Demócrata Colombiano                 | 0                      | 0                      | 0                      | 0                      | 0                      | 0     |
| Coalición Pacto Caribe                       |                        | 0                      | 0                      | 0                      | 0                      | 0     |
| Partido Verde Oxígeno                        | 0                      | 0                      | 0                      | 0                      | 0                      | 0     |
| Coalición Unidos                             |                        | 0                      | 0                      | 0                      | 0                      | 0     |
| Partido MIRA                                 |                        | 0                      | 0                      | 0                      |                        | 0     |
| Coalición Unidos por Riomar                  | 0                      |                        |                        |                        |                        | 0     |
| Partido Salvación Nacional                   |                        | 0                      |                        |                        | 0                      | 0     |